# 遠藤智夫
遠藤 智夫（えんどう ともお、1948年4月7日 - ）は、英学者、文筆家。
東京都生まれ。早稲田大学第一文学部英文学専攻卒業。東京都立紅葉川高等学校、東京都立深川高等学校、東京都立豊多摩高等学校教諭、植木職・塾職・警備職・介護職などを経て工学院大学学習支援センター講師、日本英学史学会本部事務局長。「『英和対訳袖珍辞書』の遍歴」で日本英学史学会豊田実賞受賞。2009年「『英和対訳袖珍辞書』と近代語の成立-W.H. Medhurst『英漢字典』との訳語比較を中心に-」で関西大学文学博士。
アル中で死んだ兄・遠藤雄夫（1942年 - 2003年）を描いた『飲んべえが種まきゃ』で2007年新風舎出版賞ノンフィクション部門一次予選通過。松ノ木小学校時代クワガタムシ採集に熱中、宮前中学時代船引嫩教諭の「心をはだかに」との指導で作文開眼。男声合唱団「炎」団員、青梅マラソン走者、大宮八幡宮大祭神輿担ぎ手、松ノ木小学校同窓会長・ 宮前中学1964卒同期会永世幹事。 

## 主要な著書と論文
- 『英単語"遊学"事典』旺文社 1985
- 『English wor!d その英単語はこう使う!!』旺文社 2000
- 『飲んべえが種まきゃ アルコール依存の兄の大舞台』玄竜舎 2008
- 『『英和対訳袖珍辞書』と近代語の成立 中日語彙交流の視点から』港の人 2009
- 遠藤智夫、「荒川惣兵衛の外来語研究」 『英学史研究』 2002年 2003巻 35号 p.17-30, doi:10.5024/jeigakushi.2003.17

### 共著編
- 『『英和対訳袖珍辞書』の遍歴 目で見る現存初版15本』堀孝彦共著 辞游社 1999
- 『ハンディが力 遠藤力著作選 江戸っ子は小粋に』編 玄竜舎 2005

## 参考
- ISBN 490317901X
- ISBN 4-89629-215-4